# Acantharia quercus-dilatatae
Acantharia quercus-dilatatae är en svampart som beskrevs av S.K. Bose & E. Müll. 1965. Acantharia quercus-dilatatae ingår i släktet Acantharia och familjen Venturiaceae.   Inga underarter finns listade i Catalogue of Life.